# بيدرو كونا ليما
بيدرو كونا ليما هو محامي وسياسي برازيلي، ولد في 15 أغسطس 1988 في كامبينا غراندي في البرازيل. نشط حزبياً في الحزب الديمقراطي الاجتماعي البرازيلي. وقد انتخب federal deputy of Paraíba ‏ خلال فترته النيابية ‏ (1 فبراير 2019 – ) وانتخب عضو مجلس النواب البرازيلي ‏ خلال فترته النيابية ‏ وانتخب عضو مجلس النواب البرازيلي ‏ عن دائرة Paraíba ‏ وقد انضم خلال فترته النيابية ‏ للكتلة البرلمانية الحزب الديمقراطي الاجتماعي البرازيلي.